# Павловски Посад
Павловски Посад (рус. Павловский Посад) град је у Русији у Московској области. Према попису становништва из 2010. у граду је живело 63.771 становника.

## Становништво
Према прелиминарним подацима са пописа, у граду је 2010. живело 63.771 становника, 1.789 (2,89%) више него 2002.
| 1939.  | 1959.  | 1970.  | 1979.  | 1989.  | 2002.  | 2010.  |
| ------ | ------ | ------ | ------ | ------ | ------ | ------ |
| 42.821 | 55.025 | 66.443 | 70.258 | 71.297 | 61.982 | 63.711 |